# Gilles Reboul
Gilles Reboul, né le 15 avril 1969 à Bourg-en-Bresse, est un triathlète français, double champion de France de triathlon longue distance en 1999 et 2001.

## Biographie

### Jeunesse
Gilles Reboul pratique dans sa jeunesse la natation et le plongeon, avant de découvrir le triathlon au cours de son parcours scolaire en sport études à l'âge de 15 ans. Il développe rapidement une passion pour celui-ci et commence à pratiquer en 1986. Employé à la SNCF, il bénéficie d’une Convention d’Insertion Professionnelle (CIP), qui lui permet entre 1998 et 2008 de pratiquer entièrement ce sport.

### Carrière
En 1995, il termine deuxième au classement individuel du Grand Prix de triathlon.
De 1997 à 2007, il participe régulièrement aux championnats de France longue distance et remporte le titre par deux fois en 1999 et 2001. Cette même année, il connait son premier succès international en remportant le triathlon international de Nice, devenant le premier Français à réaliser cette performance.
En 2005, il prend la 4e place de l'Ironman Afrique du Sud en 8 h 42 min 19 s derrière ses deux compatriotes Cyrille Neveu et Xavier Le Floch.
En 2007 il participe à la première édition du triathlon EDF Alpe d'Huez dans sa version longue distance et prend la seconde place derrière le Brésilien Reinaldo Colucci. Sorti de l'eau dans le groupe de tête, il creuse un écart de plus de cinq minutes avec le Brésilien. Ce dernier, plus agressif dans les virages de l’Alpe d'Huez, réussit à le réduire à deux minutes trente à la fin de la partie vélo. Gilles Reboul est rejoint au 11e kilomètre du semi-marathon et ne peut résister malgré un effort intense à l'accélération finale du Brésilien qui remporte la compétition avec 49 secondes d'avance seulement. 
Il participe à quatre reprises à l'Ironman de Kona (Hawaï) en tant que professionnel durant sa carrière. Après y avoir mis un terme, il continue de pratiquer en tant qu'amateur et en 2014, il se qualifie et participe dans la catégorie amateur classe d'âge 40-45. Au terme d'une course parfois éprouvante, il termine premier de la classe d'âge en 9 h 22 min 59 s et remporte le titre honorifique de champion du monde de la catégorie.

## Palmarès
Le tableau présente les résultats les plus significatifs (podium) obtenus sur le circuit national et international de triathlon depuis 1997.
| Année | Compétition                                      | Pays           | Position          | Temps            |
| ----- | ------------------------------------------------ | -------------- | ----------------- | ---------------- |
| 2007  | Championnat de France longue distance            | France         |                   | 6 h 21 min 32 s  |
| 2007  | Triathlon EDF Alpe d'Huez XL                     | France         | Médaille d'argent | 5 h 59 min 49 s  |
| 2007  | Ironman France                                   | France         |                   | 8 h 44 min 1 s   |
| 2006  | Championnat du monde longue distance par Équipes | Australie      |                   |                  |
| 2006  | Championnat de France longue distance            | France         |                   | 6 h 20 min 52 s  |
| 2005  | Ironman France                                   | France         |                   | 8 h 43 min 49 s  |
| 2004  | Championnat du monde longue distance par Équipes | Suède          |                   |                  |
| 2004  | Triathlon International de Nice                  | France         |                   | 6 h 38 min 42 s  |
| 2004  | Half Ironman Afrique du Sud                      | Afrique du Sud |                   | Timing           |
| 2002  | Championnat du monde longue distance par Équipes | France         |                   |                  |
| 2002  | Championnat de France longue distance            | France         |                   | Timing           |
| 2002  | Embrunman                                        | France         |                   | 10 h 37 min 22 s |
| 2001  | Championnat de France longue distance            | France         |                   | Timing           |
| 2001  | Triathlon International de Nice                  | France         |                   | 6 h 28 min 22 s  |
| 2000  | Championnat du monde longue distance par Équipes | France         |                   |                  |
| 2000  | Championnat de France longue distance            | France         |                   | Timing           |
| 2000  | Embrunman                                        | France         |                   | 10 h 14 min 42 s |
| 1999  | Championnat du monde longue distance par Équipes | Suède          |                   |                  |
| 1999  | Championnat de France longue distance            | France         |                   | Timing           |
| 1998  | Championnat du monde longue distance par Équipes | Japon          |                   |                  |
| 1997  | Championnat de France longue distance            | France         |                   | Timing           |
| 1995  | Grand Prix de triathlon (individuel)             | France         |                   | 2 780 pts        |